# Alfonso Visconti

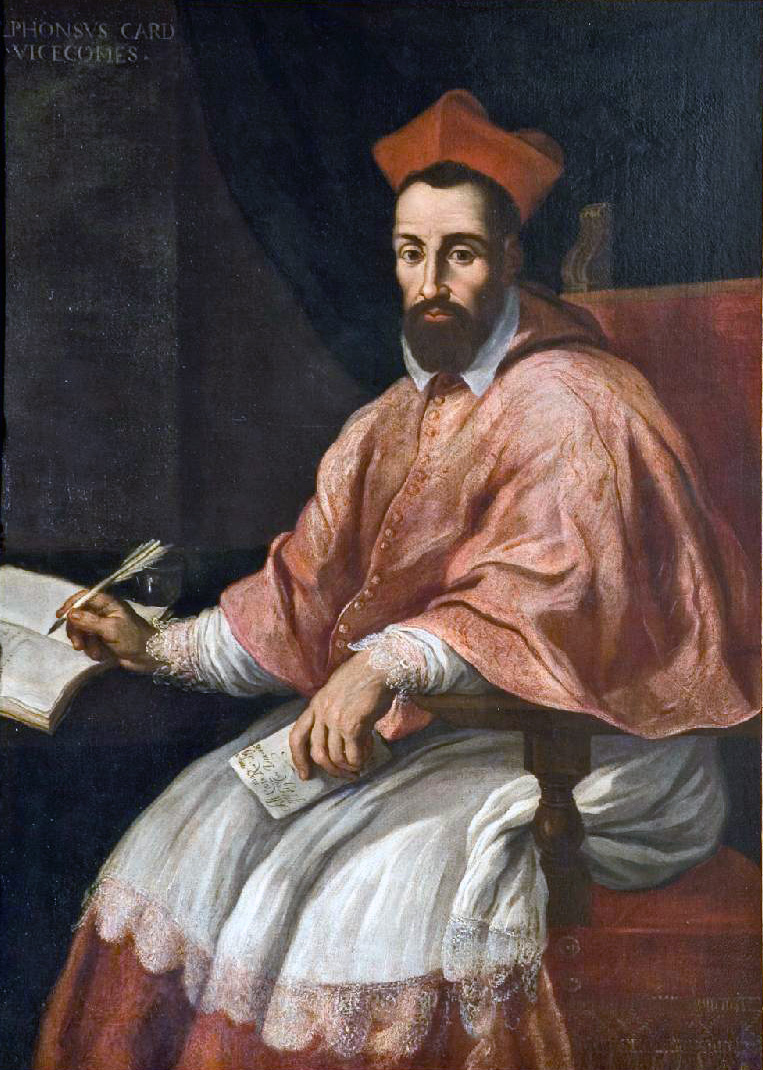
Alfonso Kardinal Visconti (Gemälde 17. Jh.)

Alfonso Visconti CO (* 1552 in Mailand; † 19. September 1608 in Macerata) war ein Kardinal der Römischen Kirche.

## Kirchliche Laufbahn

Von den Kardinälen des Hauses Visconti in der Neuzeit verwendetes Kardinalswappen

Alfonso Visconti empfing 1575 im Alter von 23 Jahren die Priesterweihe, zwei Jahre später trat er dem Oratorium des Hl. Filippo Neri bei. Vom 8. Februar 1591 bis zum 10. September 1601 war er Bischof von Cervia.
Papst Clemens VIII. erhob ihn im Konsistorium vom 3. März 1599 zur Kardinalswürde. Hierauf erhielt er vom 7. März 1599 bis zum 24. Januar 1600 als Kardinalpriester die Titelkirche San Giovanni a Porta Latina, vom 24. Januar 1600 bis zu seinem Tod 1608 war er Kardinalpriester von San Sisto. Vom 10. September 1601 bis zu seinem Tode amtierte Alfonso Visconti zudem als Erzbischof von Spoleto und von 1604 bis 1607 als Kardinalprotektor für die österreichischen Erblande.
Kardinal Visconti war Teilnehmer an den beiden Konklaven vom März 1605 und vom Mai 1605.
Er starb in Macerata und wurde in der Basilika von Loreto beigesetzt.